# 루마니아 U-16 축구 국가대표팀
루마니아 U-16 축구 국가대표팀(루마니아어: Echipa națională de fotbal a României Sub-16)은 루마니아를 대표하는 16세 이하의 축구 국가대표팀으로, 루마니아의 축구 관리 기관인 루마니아 축구 연맹의 관리를 받는다.